# Голосов, Павел Павлович
Павел Павлович Голосов (22 июня 1921, Некоуз, Ярославская губерния — 30 декабря 1988) — советский русский поэт, собственный корреспондент, редактор, переводчик.

## Биография
Родился 22 июня 1921 года в селе Некоуз Мологского уезда Рыбинской губернии в семье пастуха. В 1939 году закончил местную среднюю школу. Поступал в Московский горный институт, но не был взят из-за проблем со зрением. Вернулся на родину, работал учителем начальных классов в Исаковской школе, затем в школе деревни Никола-Замошье. В 1940 году поступил на заочное обучение в Ленинградский педагогический институт им. М. Н. Покровского. Работал учителем русского языка и литературы, завучем, а с марта 1941 года директором Ровенской семилетней школы.
С началом Великой Отечественной войны ушёл на фронт добровольцем. Окончил курсы младших командиров в Гатчине. Участвовал в оборонительных боях на Волховском фронте: рыл окопы, охранял переправу на Невский пятачок от авиации. В декабре 1941 года получил обморожение и дистрофию от постоянного недоедания. После лечения в ленинградском госпитале в апреле 1942 года направлен в гаубичную артиллерию, затем — в роту связи. Участвовал в прорыве блокады Ленинграда. В январе 1944 года будучи парторгом пулемётной роты 190-го стрелкового полка 63-й Краснознамённой гвардейской дивизии во время боя в районе Вороньей горы получил тяжёлое ранение — осколками снаряда были перебиты ноги. После операции получил инвалидность, ходил на костылях. За боевые заслуги награждён орденом Славы 3-й степени, орденом Отечественной войны 1-й степени, медалями «За оборону Ленинграда», «За победу над Германией» и другими.
В 1945 году начал преподавать в Некоузской школе и работать в местной газете «Голос льновода». Женился, родились два сына и дочь. В 1946 году направлен на обучение в межобластную Ленинградскую партийную школу. С 1949 года инструктор Ярославского обкома партии. С 1953 года корреспондент областной газеты «Северный рабочий» — писал статьи, репортажи, очерки, фельетоны; в 1960—1964 годах собственный корреспондент сначала по Угличу, а затем по Некоузу и Брейтово. Заочно учился в Высшей партийной школе. В 1958—1960 годах редактор газеты «Голос льновода». В 1964—1971 годах старший редактор Верхне-Волжского книжного издательства. С 1972 года занимался творческой работой.
Первые стихотворения были опубликованы в пионерской газете «Всегда готов» Ивановской промышленной области в 1936 году и в ярославской комсомольской газете «Сталинская смена» в 1938 году. Впоследствии автор изданных в Ярославле и Москве стихотворных сборников, в том числе для детей «Солнечное утро» (1951), «День рождения» (1954), «Волшебная сумка» (1958), «Углич-городок» (1961), «Бородатая коровка» (1966), «Отчего кошки не летают в космос» (1968), «Озарённая солнцем» (1963), «Лесной светофор» (1973), «Стихи для детей», «Добрая красота», «Кленовые листья», «Возраст верности», «Утренний след», «Звёздная память», «Застенчивая нежность» (1990).
На I Всероссийской выставке детской книги (1965) его редакторская работа была отмечена медалью за вклад в развитие советской детской литературы.
Подборки стихов печатались в «Литературной России», «Известиях», «Москве» и «Нашем современнике». Не публиковавшиеся ранее стихи выходили в «Ярославском альманахе» за 1994 и 1995 годы, в журнале «Русь» в 1996 году. Переводил чувашских и татарских поэтов. В 1964 году принят в члены Союза писателей СССР.
Умер 30 декабря 1988 года от онкологического заболевания. Похоронен на Игнатовском кладбище Ярославля. Память о поэте поддерживает ярославская библиотека-филиал № 8. В Некоузе проводятся Голосовские литературные вечера.